# 炮台街
炮台街（英語：Battery Street）是香港九龍佐敦的一條街道，南起佐敦道，北接新填地街，途經油麻地街市及油麻地賽馬會分科診所。
從佐敦道至西貢街一段為北向單程路，而從西貢街至甘肅街一段則為南向單程路，最後從甘肅街至新填地街一段為回復為北向。
炮台街是昔日官涌山炮台的遺址。

## 著名地點
- 甘肅街玉器市場
- 油麻地街市
- 炮台街39C號：香港房屋協會轄下的一個市區改善計劃屋苑，樓高5層，1梯1伙，1984年落成入伙。[1]

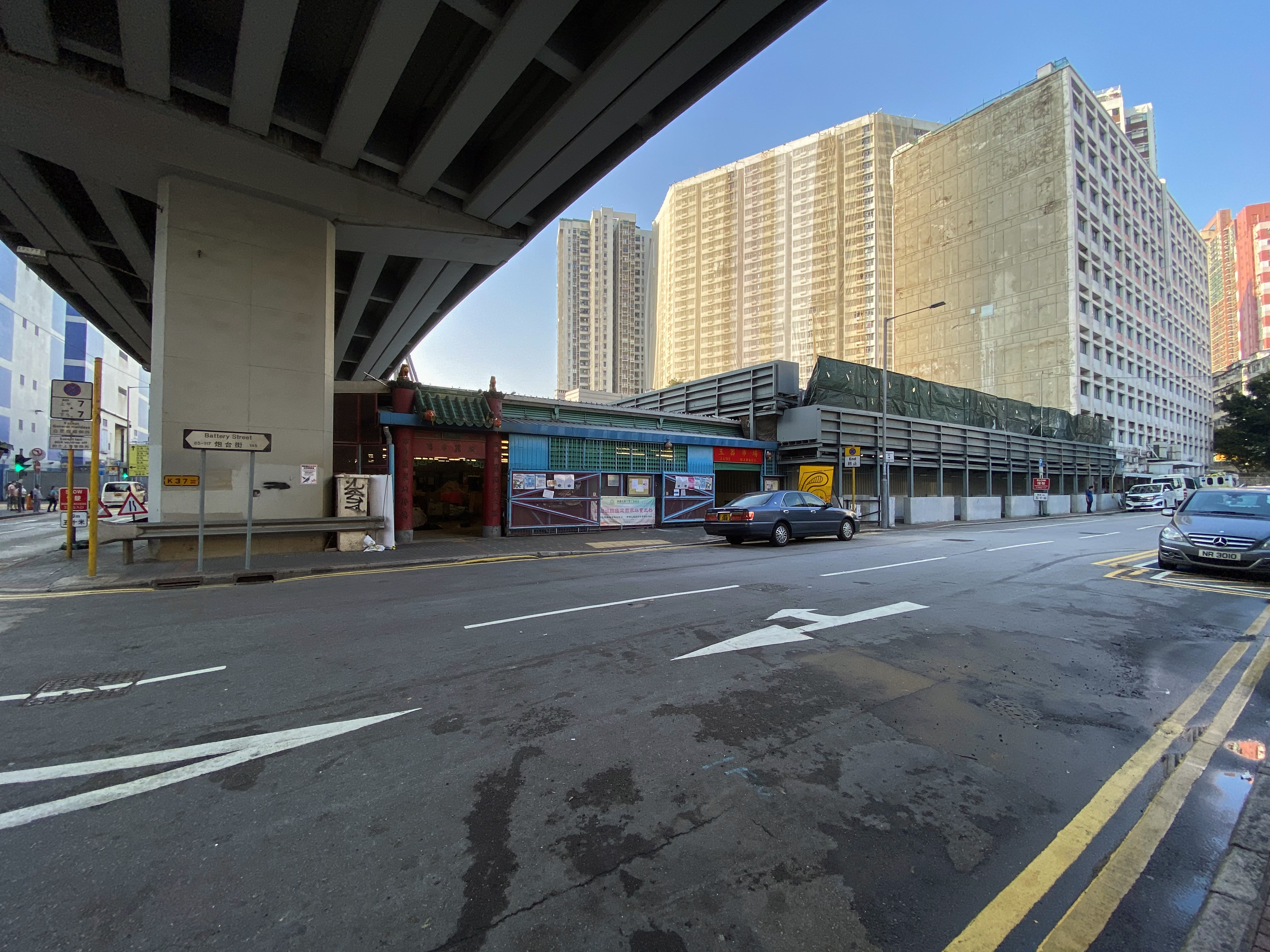
位於炮台街的玉器市場
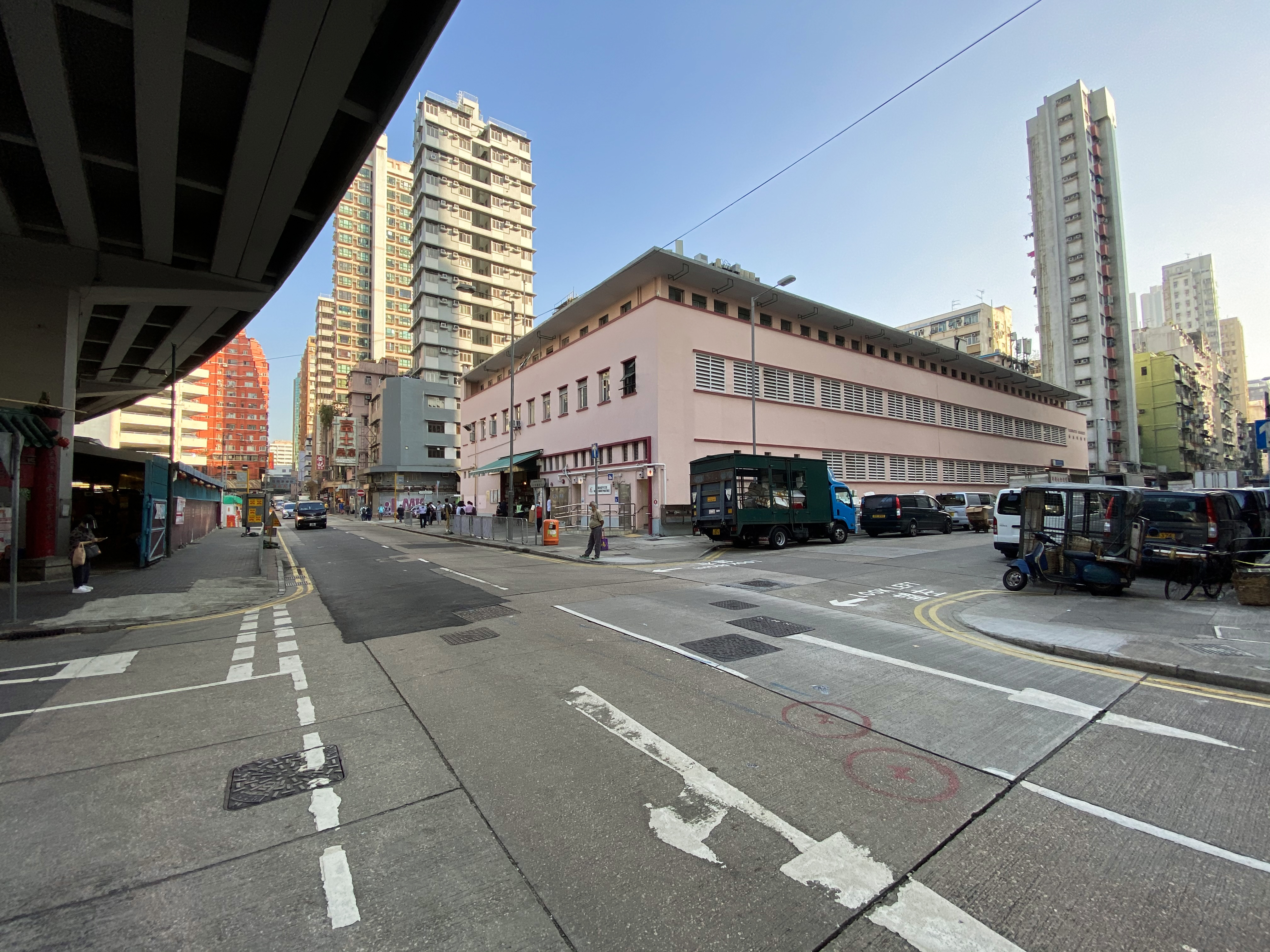
炮台街近甘肅街的路段